# NGC 6076-1
NGC 6076-1 في الفهرس العام الجديد، هي مجرة، تقع في كوكبة الإكليل الشمالي. اكتشفت في 24 يونيو 1864 بواسطة ألبرت مارث.

## روابط خارجية
- NGC 6076-1 على موقع ويكي سكاي: DSS2, SDSS, GALEX, IRAS, Hydrogen α, X-Ray, Astrophoto, Sky Map, Articles and images